# Jan I van Cortenbach

Familiewapen Van Cortenbach

Jan I van Cortenbach (ca. 1402-1467) was heer van Cortenbach, Keerbergen (1448-1467) en Helmond (1433-1467). Hij was de eerste telg uit het Zuid-Limburgse geslacht Cortenbach die heer van Helmond werd.

## Afstamming en levensloop
Jan 1 van Cortenbach stamde uit het adellijke Huis Cortenbach. Het geslacht ontleende zijn naam aan het Kasteel Cortenbach bij Voerendaal. Hij was de zoon van Goswijn II van Cortenbach en Elisabeth Agnes ("Bela") Huyn van Merkelbeek. Agnes, of Bela/Bella zoals zij ook genoemd werd, was de dochter van Reinart Servaes ("Reiner") van Huyn van Amsterade (1344-na 1391), stadhouder en voogd te Valkenburg, heer van Merkelbeek (1374-?) en Passart te Nieuwenhagen (?-1391), en Catharina ("Kaet") van Dobbelstein-van Doenrade (ca. 1350-?).
Hij werd heer van Helmond nadat hij in 1433 in het huwelijk was getreden met de erfdochter van Helmond, Catharina Berthout van Berlaer. Haar vader, Jan III Berthout van Berlaer, had in 1425 in zijn testament een legaat toegewezen voor de bouw van een parochiekerk binnen de muren van Helmond. De bouw van deze kerk wordt in opdracht van Jan I gestart in 1450 en in 1468 is de kerk, een driebeukige basiliek met een hoge dwarsbeuk gereed. Alleen de toren is behouden gebleven. De kerk, in Kempense gotiek, stond ongeveer op de plaats van de huidige Sint-Lambertuskerk. 
Jan I werd in 1467 opgevolgd door Tijn, zoon Jan II van Cortenbach.

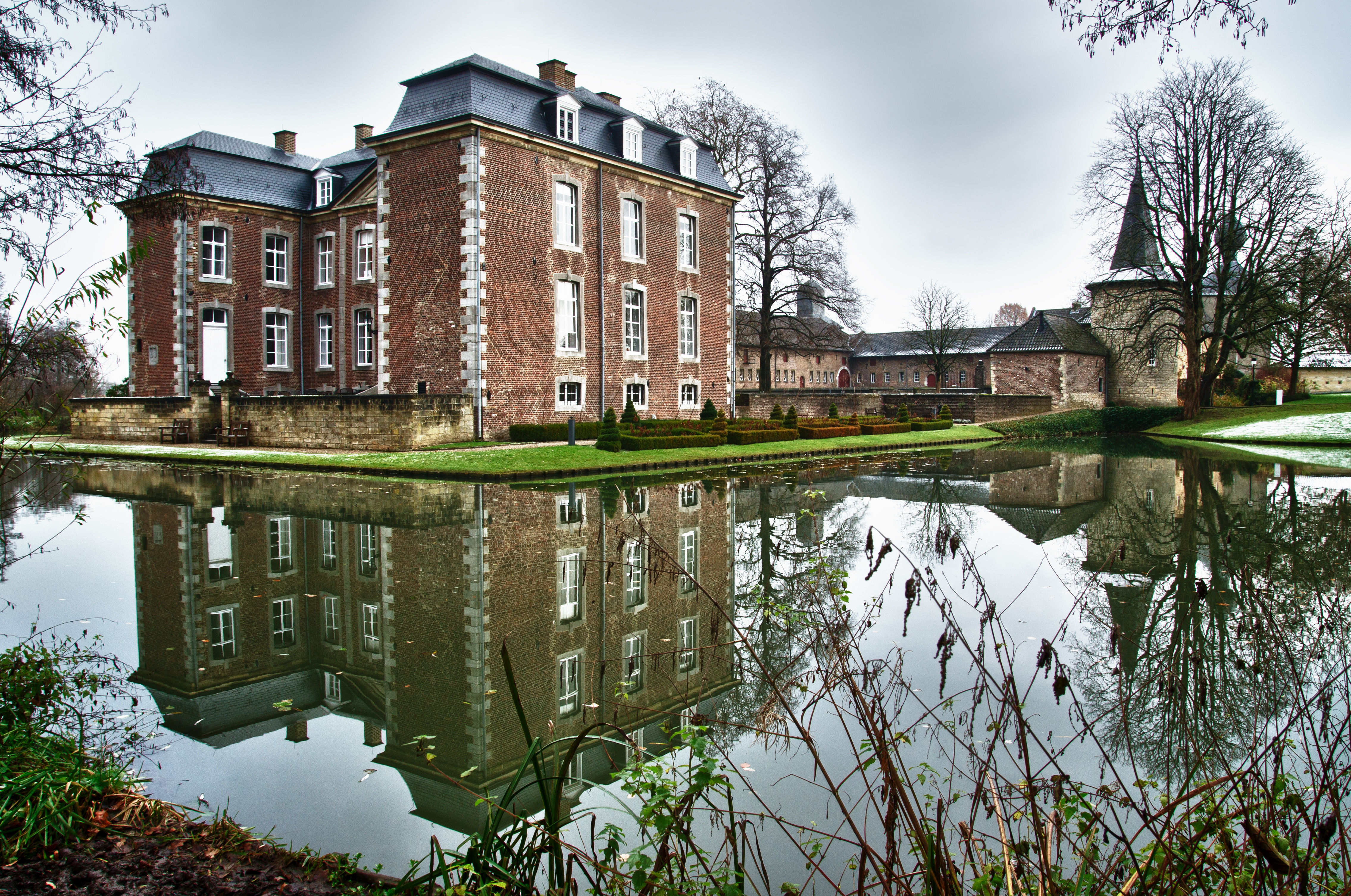
Kasteel Cortenbach
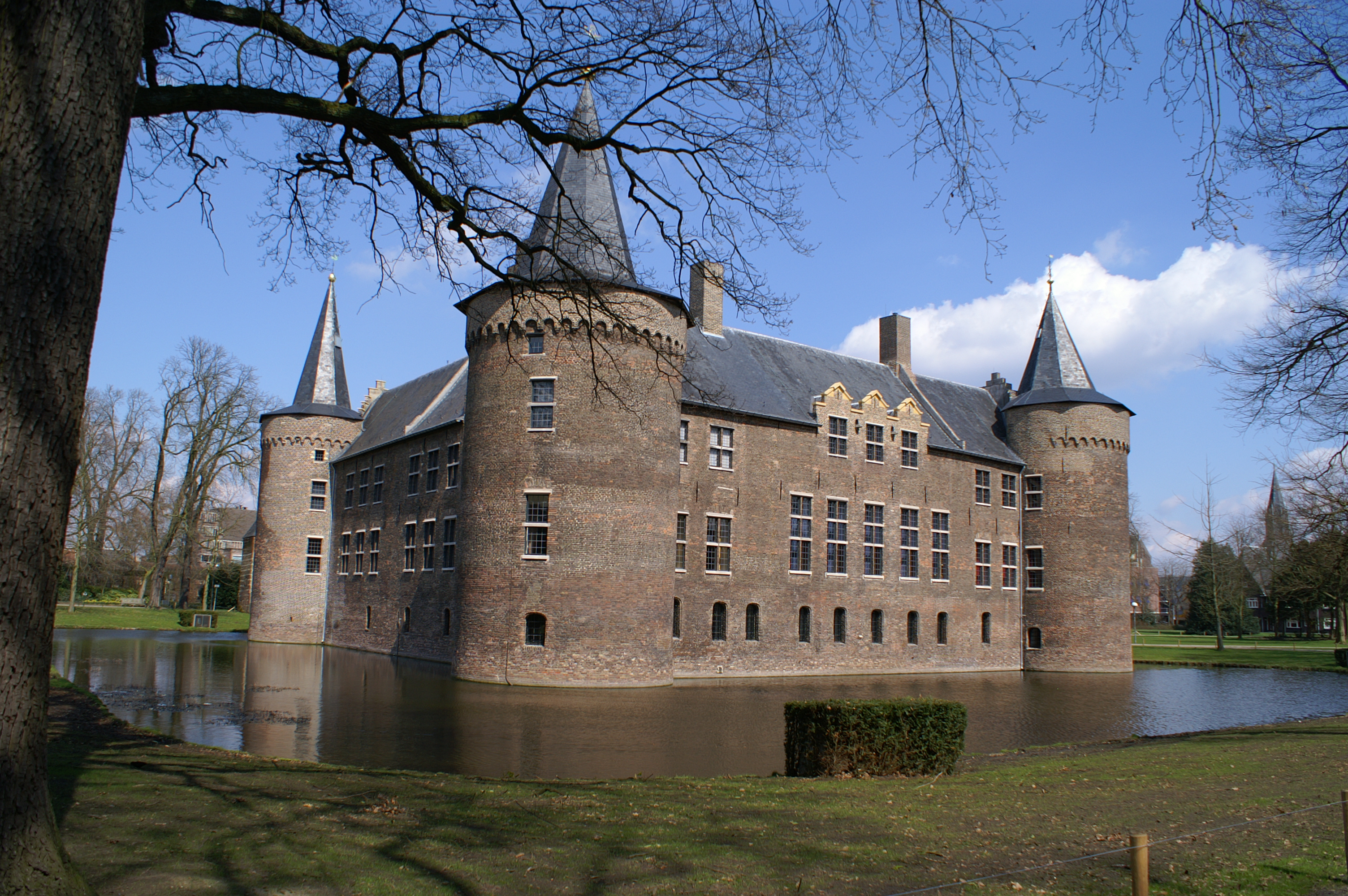
Kasteel Helmond